# Philippe Nachbar
Philippe Nachbar est un homme politique français, né le 26 septembre 1950.

## Biographie
Il débute en politique à la fin des années 1970, comme assistant parlementaire de Claude Coulais, député et maire de Nancy. Il obtient le certificat d'aptitude à la profession d'avocat au début des années 1980. En 1983, il est élu 18e adjoint au nouveau maire de Nancy, André Rossinot.
En 1989, il se fait élire maire de Jarny, fonction qu'il conserve jusqu'en 1996. Il est élu sénateur en Meurthe-et-Moselle le 27 septembre 1992 et réélu les 23 septembre 2001, 25 septembre 2011 et 24 septembre 2017.

### Condamnation pour détournement de fonds publics
Ayant reconnu un détournement de son indemnité représentative de frais de mandat (IRFM) entre 2015 et 2017, pour près de 100 000 euros, il démissionne de son mandat de sénateur le 31 décembre 2022, après 30 ans de mandats,. Le 10 janvier 2023, il est condamné à une amende de 100 000 euros et trois ans d’inéligibilité.

## Détail des mandats et fonctions
- Conseiller municipal de Nancy de 1977 à 1989
- Adjoint au maire de Nancy de 1983 à 1989
- Conseiller général de Meurthe-et-Moselle de 1985 à 1998
- Maire de Jarny de 1989 à 1996, conseiller municipal jusqu'en 2001
- Conseiller régional du Grand Est depuis janvier 2016
- Sénateur (élu en Meurthe-et-Moselle) de 1992 à 2022